# 1512 Oulu
1512 Oulu è un asteroide della fascia principale del diametro medio di circa 82,72 km. Scoperto nel 1939, presenta un'orbita caratterizzata da un semiasse maggiore pari a 3,9517684 UA e da un'eccentricità di 0,1527478, inclinata di 6,49351° rispetto all'eclittica.
L'asteroide è dedicato alla città finlandese di Oulu, luogo di nascita dello scopritore.
Fa parte del gruppo dinamico di asteroidi Hilda, che si trova in risonanza 2:3 col pianeta Giove.